# Montfaucon-d’Argonne
Montfaucon-d’Argonne – miejscowość i gmina we Francji, w regionie Grand Est, w departamencie Moza.
Według danych na rok 1990 gminę zamieszkiwało 318 osób, a gęstość zaludnienia wynosiła 13 osób/km² (wśród 2335 gmin Lotaryngii Montfaucon-d’Argonne plasuje się na 732. miejscu pod względem liczby ludności, natomiast pod względem powierzchni na miejscu 106.).